# 화장 (미용)

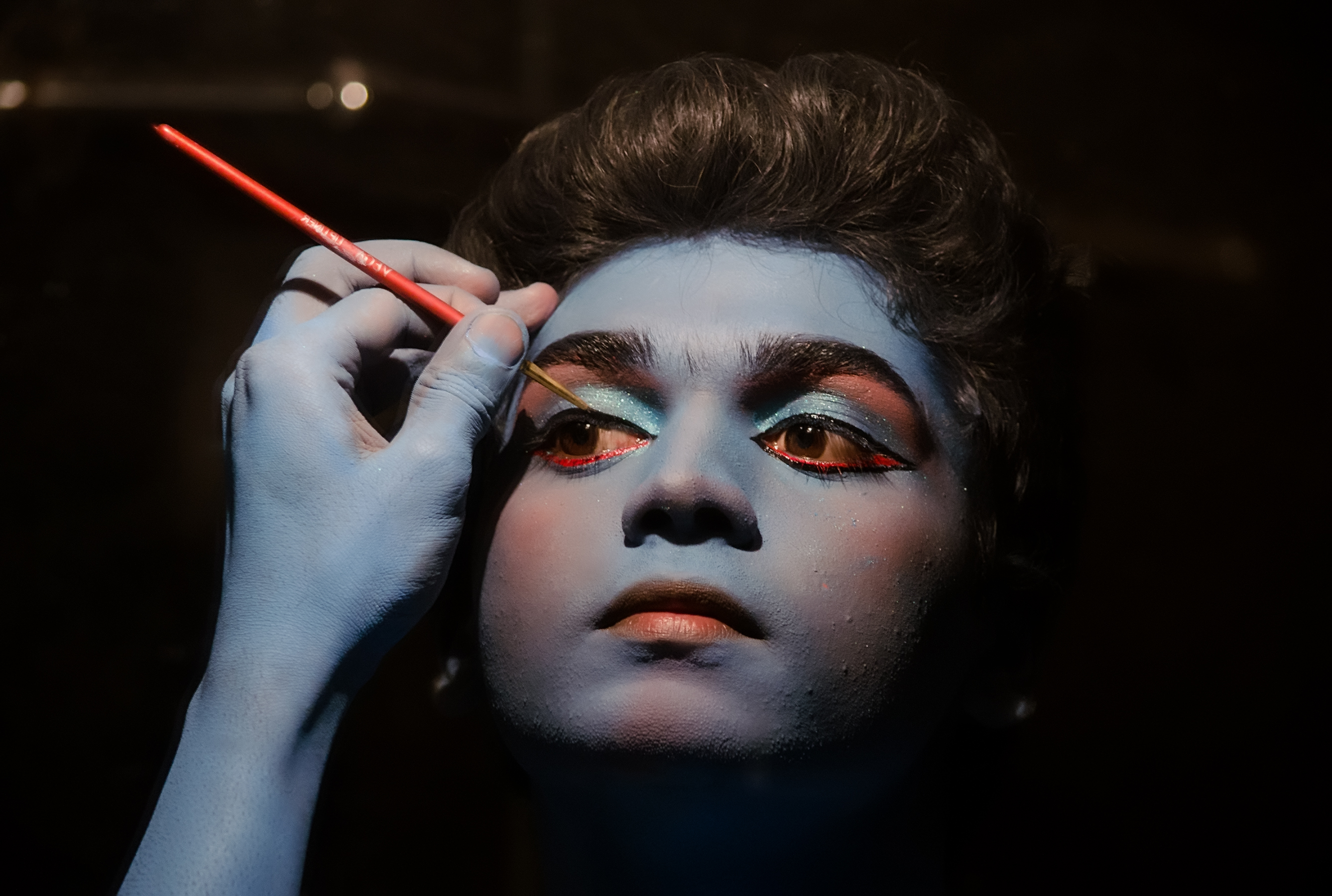
배우가 공연을 위해 화장을 하는 모습

화장(化粧[/妝]  )은 화장품 따위를 얼굴에 발라 곱게 꾸미는 것을 말한다.
화장은 화장품으로 얼굴을 곱게 꾸미거나 머리나 옷의 매무새를 매만져 맵시를 내는 것을 말하고, 미용(美容), 미장(美粧)은 얼굴이나 머리카락을 아름답게 만드는 일로 목욕, 체조, 성형 등의 방법을 쓰기도 한다.

## 기원
화장이 생긴 이유에 대해서는 아래와 같은 여러 가지 가설들이 있다.
- 본능설: 자신의 추한 모습은 감추고, 자신의 아름다움은 부각시키는 인간의 본능이 화장을 탄생시켰다는 설.[1]
- 장식설: 자신의 우월성을 과시하기 위해 피부에 문양을 새긴 행위가 오늘날의 화장이 되었다는 설.[2]
- 신분표시설: 집단 안의 개인을 구분하고자 피부에 문양을 새긴 행위가 화장이 되었다는 설.[2]
- 보호설: 자신을 보호하기 위해 분장을 한 행위가 화장이 되었다는 설.[2]
- 종교설: 종교적 행위를 하는 과정에서 몸에 색을 칠했는데, 그 행위가 화장이 되었다는 설.[2]
- 이성유인설ㆍ성욕설: 종족 보존의 본능이 화장을 탄생시켰다는 설.[3]

## 역사
5만년 전부터 화장을 하기 시작했다는 흔적이 발견될 만큼 화장의 역사는 오래되었다.
고대 이집트인들은 뜨거운 태양빛을 막기 위해서 화장품과 화장법을 개발했다. 통설에 의하면 이렇게 개발된 화장은 신분에 관계 없이 보편화되었다고 한다.
교황의 힘이 강했었던 중세에는 화장이 종교의 가르침과 어긋난다고 생각해 화장이 잠시 자취를 감추게 된다. 하지만 이후 르네상스 시대가 되면서 화장은 다시 부활하게 된다.
르네상스 시대의 화장은 사교의 필수 조건이였을 정도로 매우 중요했다. 또한, 이 시기의 상류층들은 남성미, 여성미를 드러내기 위해 화장을 진하게 하기도 했다.

## 무대 화장
배우가 무대 위에서 자신이 맡은 인물을 연기로 표현하기 위하여 얼굴에 화장을 하는 것을 무대화장(makeup)이라 한다. 이것은 이미 완성되어 있는 어떤 용모를 재현하거나 또는 그것과 흡사하게 만들 목적으로 얼굴을 변화시키기 위한 것은 아니다. 특수한 작품의 경우에 역사상 실제 인물의 초상과 비슷하게 보이도록 하는 경우도 있으나 그러한 경우에서도 무대화장은 그 인물의 성격을 강조하기 위하여 그 배우가 새롭게 창조하는 것이어야 한다.
무대화장은 의상이나 소도구 등과 마찬가지로 연출가의 연출계획에 따르면서 장치, 조명과의 색조, 명암의 관계를 고려하여 배우가 독자적으로 공부하는 것으로서 어디까지나 그 작품의 상연을 위한 것이라는 점은 말할 것도 없다. 그리고 그것은 배우가 자신의 얼굴을 소재로 하여 창조하는 것이기에 배우술에 있어서 불가결한 요소이다.
무대화장은 두 가지로 대별할 수 있을 것이다. 하나는 직선적인 무대화장(straight makeup)이고, 또 하나는 성격화장(character makeup)이다. 직선적인 화장은 조명을 받아도 얼굴의 자연색을 잃지 않도록 하며, 아울러 배우의 표정을 정확히 관객에게 전달하기 위한 단순한 화장이다. 그러나 성격화장은 극중 인물의 특수한 모습을 창출하기 위해 배우의 원래 모습을 거의 완전히 변화시키는 화장을 말한다. 그러나 이 두 가지가 모두 다 배우의 표정의 자연성을 조명으로부터 보호하기 위함이라는 것과 나아가 배우의 외형적 결함을 보충하고 극중 인물과 동일화되기 위한 수단으로 인정받고 있다는 점에서는 동일한 것이다.
또 무대화장의 방법으로는 수성화장(水性化粧)과 유성화장(油性化粧)의 두 방법이 있지만, 현대 신극에서는 서양에서 개발된 유성화장법을 사용한다. 유성화장은 보통 도랑화장이라고 부르고 있어 풍부한 색 재료가 있고 널리 보편화된 화장법이다.
또 이 밖에 수염·눈썹·속눈썹·틀니 등도 무대화장에 필요한 재료이다. 가발·눈썹·수염 등은 특수 전문점(專門店)에서 구입하여야 하지만 구미(歐美) 현대극을 공연하는 경우 등에서는 자신이 머리털을 염색하는 수도 있다. 이 경우에는 모발색의 종류를 신중하게 생각하지 않으면 안 된다. 배우는 연습할 때부터 자신의 성격에 적합한 무대화장에 대하여 상상하고 연구하고 그림으로 그려보기도 한다. 그리고 연출가와 상담하여 그 이미지를 확대시켜 간다.

## 같이 보기
- 미용실
- 미용사
- 미인
- 미남